# Дмитревский, Иван Афанасьевич
Ива́н Афана́сьевич Дмитре́вский (Дьяконов Нарыков; 28 февраля (11 марта) 1734, Ярославль — 27 октября (8 ноября) 1821, Санкт-Петербург) — русский актёр, переводчик, педагог, драматург; член Российской академии.

## Биография
Иван родился 28 февраля (11 марта) 1734 года (по другим источникам, 20 февраля (3 марта) 1736 года) в Ярославле в семье Афанасия Филипповича (родовое прозвище — Нарыковы), дьякона (отсюда фамильное прозвище Дьяконов) церкви Димитрия Солунского.
Одни говорят, что воспитывался Дмитревский в Ярославской семинарии, другие — у пастора, жившего в то время в Ярославле при ссыльном герцоге курляндском Бироне, третьи — в Ростовской семинарии (после окончания которой к концу 1751 года был прислан в Ярославскую провинциальную канцелярию для определения на службу). У биографов Дмитревского есть указания, что в семинарии он числился первым в классе риторики и поэзии, обнаруживал склонность к искусству и литературе.
Неизвестно, каким образом произошло знакомство молодого Нарыкова с Фёдором Волковым: может быть, они познакомились у упомянутого пастора, может быть были товарищами с детства. Когда Волков в 1749 году начал устраивать театр в Ярославле, то пригласил Нарыкова, который был очень красивым юношей, на женские роли, так как женщины на сцене в то время были редкостью. 29 июня 1750 года труппой Волкова впервые были играны в приспособленном для спектакля амбаре пьесы: драма «Эсфирь» и пастораль «Эвмон и Береа». В 1751 году стараниями Волкова был открыт в Ярославле общественный театр. В начале 1752 года труппа Волкова, в которой находился и Нарыков, была отправлена по приказанию императрицы Елизаветы Петровны в Петербург. 18 марта ярославцы дебютировали на театре петербургского Зимнего дворца в комедии «О покаянии грешного человека» (а не в «Хореве», как говорят старинные историки театра), а после играли и другие пьесы тогдашнего репертуара.
Вскоре по приезде в Петербург, Нарыков выступает с новой фамилией, Дмитревского. Во многих биографиях Дмитревского рассказывается, что Императрица Елизавета Петровна, сама наряжая Нарыкова к роли Оснельды и найдя его чрезвычайно похожим на кавалера польского посольства, графа Дмитревского, приказала ему впредь носить эту фамилию. И. Ф. Горбунов называл этот рассказ басней на том основании, что Нарыков не играл роли Оснельды, а графа Дмитревского в аристократических польских фамилиях не существовало; по его мнению, правдоподобнее следующее известие: «Императрица, заметя, что молодой Дьяконов походит лицом на одного из её придворных служителей, Дмитревского, приказала называться ему Дмитревским». По другой версии, Дмитревский — это фамильное прозвище, произошедшее от названия церкви, в которой служил отец актёра.
С мая 1752 года Дмитревский стал числиться в списке придворных актёров, а 10 сентября того же года он вместе с другим «ярославским комедиантом», Алексеем Поповым, определён в Сухопутный кадетский корпус «для необходимого театральным артистам обучения словесности, иностранным языкам и гимнастике». В корпусе Дмитревский пробыл четыре года. Кроме занятий, он выступал по временам на сцене придворного театра. Так, в 1754 году, по случаю рождения великого князя Павла Петровича, было дано придворною труппою несколько спектаклей, причём Дмитревский исполнял главные женские роли.
30 августа 1756 года дан был Высочайший указ сенату учредить Русский для представления трагедий и комедий театр, для которого отдать Головкинской каменный дом на Васильевском острове близ кадетского корпуса. 1 ноября 1756 года, по требованию директора Русского театра Александра Петровича Сумарокова, Дмитревский был отослан из кадетского корпуса и определён в актёры этого театра, с жалованьем 300 рублей в год. Теперь Дмитревскому пришлось исполнять уже не женские, а мужские роли, так как для женских ролей были назначены актрисы.
В числе первых актрис русского театра находилась и будущая супруга Дмитревского Аграфена Михайловна Мусина-Пушкина (6 июля 1740 — 20 июля 1782). 29 сентября 1758 года Дмитревский вступил в брак с А. М. Мусиной-Пушкиной. Императрица, всегда благосклонно относившаяся к Дмитревскому, очень любившая Мусину-Пушкину особенно за её уменье отлично петь русские песни, приказала выдать новобрачным годовой оклад их жалованья и дать на сцене летнего дворца спектакль в их пользу. Много лет спустя Дмитревский с чувством глубокой признательности вспоминал об оказанной ему милости Государыни. Брак Дмитревских был очень счастлив: супругов связывала не только личная привязанность, но и общие интересы и деятельность. Наравне со своим мужем Аграфена Михайловна ревностно служила искусству, исполняя на сцене роли вторых служанок, а также драматические и комические. У Дмитревских было многочисленное потомство — 6 сыновей и 4 дочери.
Семья нисколько не помешала Дмитревскому предаваться самой неутомимой и разносторонней деятельности. Он исполнял на сцене множество самых разнообразных ролей, неутомимо пополнял театральный репертуар новыми пьесами, которые переводил с иностранных языков или переделывал, наконец, обучал вместе с Волковым театральному делу на сцене кадетского корпуса придворных певчих и некоторых чиновников с их жёнами.
Расцвет деятельности Дмитревского относится ко времени царствования Императрицы Екатерины II, поощрявшей выдающиеся сценические таланты. По смерти Волкова (1763 год) Императрица дала Дмитревскому звание «первого актёра российского придворного театра», каковой титул Дмитревский вполне оправдал своим неутомимым служением русскому сценическому искусству.
В 1765 году Дмитревский, по повелению Екатерины II, отправился за границу для ознакомления с театральным делом на Западе. Получив для путешествия значительную сумму денег, он осенью выехал из Петербурга и направился первоначально в Германию. Так как германская сцена была в то время только бледным отражением французской, то Дмитревский, ограничившись посещением главных городов Германии (кроме Вены) поспешил в Париж. Благодаря рекомендациям И. И. Шувалова, он скоро перезнакомился с тогдашними знаменитостями французского театра (Бризак, Молле, Превиль, Дюмениль, Фельи, Дюбуа, Лекен и др.), которые отнеслись к нему с большим радушием. Особенно близко сошёлся Дмитревский с первым трагиком французского театра, Лекеном, в доме которого он даже поселился. После восьмимесячного пребывания в Париже Дмитревский, в сопровождении Лекена, отправился в Англию (весной 1766 года), чтобы посмотреть на игру Гаррика. В Лондоне Дмитревский пробыл несколько месяцев и также коротко познакомился со знаменитым исполнителем драм Шекспира. Трагическому искусству Лекена, однако, Дмитревский, по-видимому, отдавал предпочтение перед Гарриком. Вернувшись из Лондона в Париж, Дмитревский вскоре отправился в Россию. У старинных историков нашего театра можно встретить рассказы о том, что Дмитревский играл вместе с Гарриком и Лекеном, что, играя в «Заире» роль Оросмана, он даже превзошёл Лекена и т. п. Но сам Дмитревский говорил Ф. П. Львову, что никогда не играл с Гарриком, так как не знал английского языка, ни с Лекеном, ибо не был настолько самонадеян, чтобы состязаться со знаменитым французским трагиком. Заграничная поездка, без сомнения, обогатила Дмитревского массою полезных практических сведений по театральному делу и благотворно повлияла на развитие его сценического таланта.
Спустя неделю по возвращении в Петербург (в конце 1766 года), Дмитревский выступил на сцене Зимнего дворца в роли Синава в трагедии Сумарокова «Синав и Трувор». Он выполнил эту роль с таким совершенством, какого ещё не видала русская сцена. Императрица призвала Дмитревского в свою ложу, пожаловала ему свою руку и публично благодарила его.
В августе 1767 года Дмитревский был вторично командирован за границу для приглашения французских актёров в петербургскую французскую труппу. Лекен, Белькур, Клерон охотно согласились ехать, но были задержаны французским правительством, а Белькур, более других хлопотавший об отъезде, был даже посажен в Бастилию. На обратном пути Дмитревский отдал в Лейпциге издателю журнала «Neue Bibliothek der schonen Wissenschaften und der freien Kunste», Вейсе, свои сочинения: «Известие о некоторых русских писателях» и «Историю русского театра». Первое появилось на немецком языке, без подписи автора, в упомянутом журнале (VII, 1768), а затем издано было в Ливорно во французском переводе (Essai sur la litterature russe… Par un voyageur russe, 1771 и 1774). Принадлежность «Известия о русских писателях» Дмитревскому впервые была доказана академиком М. И. Сухомлиновым. Второе сочинение осталось ненапечатанным и его рукопись сгорела во время пожара в Академии.
После возвращения из-за границы (вероятно в первой половине 1768 года) Дмитревский всё время своей службы занимал первенствующее место в русском театральном деле, сохраняя своё значение при всех начальниках театра, которых переменилось несколько. После В. И. Бибикова директором театра был назначен составитель театрального штата И. П. Елагин (1766—1779); после Елагина в управление театром опять вступил В. И. Бибиков и оставался в этой должности до учреждения «для управления зрелищами и музыкой особого комитета» (17 июля 1783).

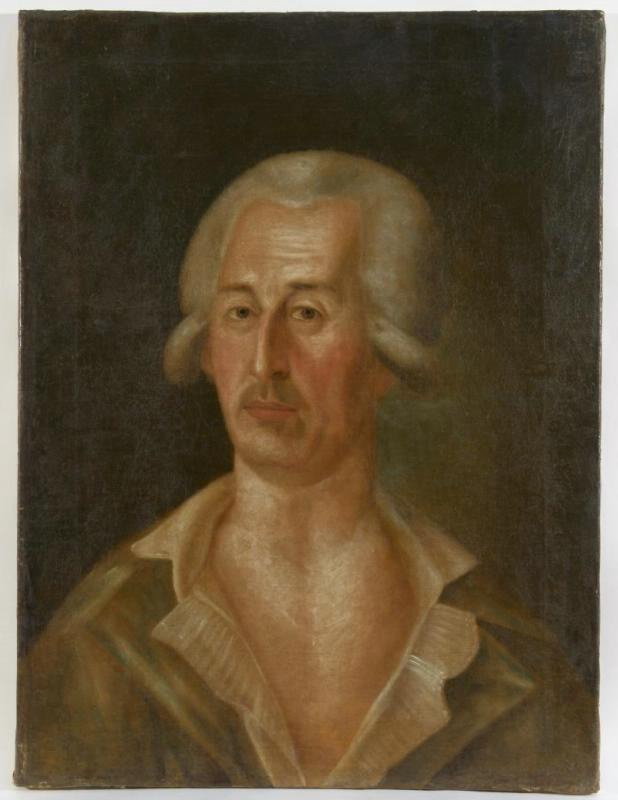
Портрет кон. XVIII в.

В промежуток времени 1768—1783 годов Дмитревский, кроме прямых своих обязанностей, приложил свои силы к устройству публичного частного театра и театральной школы. Частный театр для Петербурга был необходим, так как с июня 1761 года театр Зимнего дворца перестал быть платным и открытым для всех. Попытку удовлетворить этой потребности столичного населения сделал лекарь Воспитательного дома Карл Книппер, устроив «Вольный российский театр». Заключив контракт с Воспитательным домом, Книппер получил оттуда для своей труппы 50 питомцев и питомиц, которые были отобраны известным московским актёром И. И. Каллиграфом и ранее обучались в Москве танцам, музыке и декламации. 13 апреля 1779 года на Царицыном лугу в бывшем театре Локателли, Книпперова труппа дала для первого спектакля комическую оперу Аблесимова «Мельник». Театр Книппера имел большой успех. Дмитревский занимал в театре должность учителя драматического искусства и, можно сказать, был душою дела. Обязавшись давать только 12 уроков в месяц, Дмитревский являлся к своим ученикам раза по два в день. В год труппа разучила и поставила под его руководством 28 пьес Аблесимова, Княжнина, Сумарокова и др. По его просьбе, были написаны для Книпперова театра О. П. Козодавлевым комедии: «Перстень» и «Нашла коса на камень». Из числа книпперовских актёров вскоре выдвинулись очень талантливые люди (Крутицкий, Гамбуров, Максим Волков, Рахманов, Крутицкая, Милевская, Рахманова и др.), которым Дмитревский указал верное направление сценической деятельности. В 1782 году на сцене театра Книппера он первым поставил комедию Д. И. Фонвизина «Недоросль». Терпя от Книппера всевозможные лишения и неприятности, артисты «исполняли свою должность больше по уважению к наставнику, нежели по воздаянию, получаемому от содержателя». Книппер действительно так бессовестно эксплуатировал артистов, что в половине второго трёхлетия Воспитательный дом расторг с ним контракт и отдал театр Дмитревскому. Но он содержал театр только семь месяцев, так как в 1783 году был открыт публичный театр. Большинство артистов поступило на Императорскую сцену, которая таким образом, благодаря Дмитревскому, сразу получила несколько вполне подготовленных актёров.
Что касается театральной школы, то попытка к учреждению её была сделана впервые в 1766 году, когда из театрального штата приказано было отчислять некоторую сумму на «содержание робят», обучавшихся при театре. Обучением этих «робят» (3 мальчика и 3 девочки) заведовал Дмитревский. Но, конечно, эта мера не разрешала вопроса о рациональной подготовке артистов. Необходимость театральной школы уже давно сознавалась многими, особенно А. П. Сумароковым. Стараниями Дмитревского и директора театров, В. И. Бибикова, была, наконец, открыта театральная школа (21 мая 1779). Дмитревский совместно с Бибиковым вырабатывал план школы, преподавал там драматическое искусство, и вообще ему школа много обязана своими успехами. Педагогическая деятельность Дмитревского не ограничивалась одной театральной школой: с 1780-х годов он преподавал воспитанницам Смольного монастыря историю, географию и словесность, — предметы, по которым он обладал обширными сведениями; обучает актёров домашних театров П. П. Есипова и Н. П. Шереметева, а с 1784 года — воспитанников Петербургской театральной школы при Императорских театрах.
В 1783 году, через месяц по учреждении «для управления музыкой и зрелищами» особого комитета, Дмитревский был назначен комитетом «в надзиратели спектаклям к Российскому театру». В этом же году он, по архивным документам, числится «российских актёров инспектором»; 7 марта 1784 года он был назначен обучать в театральной школе «декламации и действованию», инспекторство же было передано актёру Ивану Соколову. Но Соколов был вскоре уволен и Дмитревский вновь назначен инспектором труппы (1785 год).
При директоре театров С. Ф. Стрекалове (1786—1789) Дмитревский получил отставку от службы, причём ему всемилостивейше была пожалована пенсия в 2000 рублей (годовой оклад жалованья), «как единому из начальных основателей театра, служившему тридцать пять лет с отменным достоинством и усердием» (5 января 1787). Но в сущности Дмитревский не прекратил своей служебной и сценической деятельности, только должность инспектора драматической труппы перешла к актёру Плавильщикову. До 1795 года он занимал должность инспектора театральной школы; он ставил все выдающиеся спектакли в Эрмитаже, довольно часто появлялся на сцене (с 1791 по 1799 год — 62 раза), на которой с 1794 года выступил его достойный ученик и преемник — А. С. Яковлев. 1 декабря 1797 года Дмитревский вместе с Яковлевым играли на Эрмитажном театре в трагедии Сумарокова: «Димитрий Самозванец». На спектакле присутствовали Император Павел и король Польский. Император наградил за этот спектакль Дмитревского осыпанной бриллиантами табакеркой.
Когда вступил в управление театрами князь Н. Б. Юсупов (с 12 марта 1791), то он облёк Дмитревского такими полномочиями, какими не пользовался ни один актёр. Он назначил Дмитревского, как опытного человека, «к главному надзиранию над всеми российскими зрелищами, к обучению всех тех, кои достаточного ещё искусства в представлениях не имеют, к учреждению второй российской драматической труппы из тех, кои ныне на службе находятся, также к надзиранию и порядочному учреждению школы». Инспекторы, актёры и воспитанники во всех театральных делах должны были обращаться к Дмитревскому, исполнять его приказания, как главного режиссёра, показывать, по его требованию, конторские бумаги, книги и счета.
3 января 1799 года Дмитревский простился с публикой ролью Зопира в трагедии Вольтера «Магомет». Но на других поприщах деятельность его не прекратилась.
3 мая 1802 года Дмитревский, единственный из русских артистов, был избран в члены Российской академии, по предложению её председателя А. А. Нартова, и 21 июня в собрании Академии читал свою вступительную речь. Несмотря на свой преклонный возраст, Дмитревский охотно посещал академические собрания, рассматривал и писал отзывы о драмах, трагедиях, одах, похвальных словах и даже таких сочинениях, как «Российская грамматика» Фатера и «Обозрение малороссийского наречия» Павловского. В 1807 году Дмитревский, по предложению президента Академии, сочинил похвальное слово А. П. Сумарокову; Академия лестно отозвалась об этом труде, постановила выдать автору 300 рублей и прочесть слово в торжественном собрании Академии, 17 декабря 1807 года. Кроме Академии, Дмитревский состоял членом обществ — Библейского, Вольно-экономического, Беседы любителей русского слова; есть даже указания, что он принадлежал к числу масонов.
Маститый актёр-академик ещё раз показался на сцене. 30 августа 1812 года, когда неприятель был уже под Москвою, Дмитревский выступил в роли старого унтер-офицера в драме Висковатова «Всеобщее ополчение». Публика встретила престарелого артиста так восторженно, что он был растроган до слез и даже захворал от волнения. Император Александр I за этот спектакль выразил Дмитревскому своё благоволение и подарил бриллиантовый перстень.
В 1817 году Дмитревский пожелал участвовать в спектакле, дававшемся в пользу семьи его умершего ученика и преемника, Яковлева, но захворал в самый день спектакля и с тех пор уже не вставал с постели. Скончался Дмитревский 27 октября (8 ноября) 1821 года; похоронен на Волковом кладбище, около церкви Спаса Нерукотворного.
10 июля 1822 года, по просьбе сына Дмитревского, был дан с Высочайшего соизволения спектакль, сбор с которого предназначался на сооружение памятника Дмитревскому. Устройством спектакля заведовал князь Шаховской. Дана была драма «Альберт», некогда переведённая Дмитревским, и аллегорический пролог Шаховского: «Новости на Парнасе или торжество Муз», в котором прославлялись заслуги Дмитревского. Сбор со спектакля дал на памятник 3500 рублей, императрица Мария Фёдоровна пожаловала 300 рублей, Российская академия — 500 рублей; кроме того, академия постановила украсить одну из своих зал бюстом Дмитревского. В 1939 году прах и памятник Дмитревского были перенесены в Некрополь Александро-Невской лавры.

## Характеристика
Дмитревский обладал выгодною для актёра наружностью, но голос его не был достаточно звучен и чист, например, ш он выговаривал как с; впрочем, на сцене он умел скрывать все недостатки своего голоса.
Несмотря на крайнее разнообразие своих ролей, Дмитревский отделывал их с необыкновенной тщательностью. Долгое время игра Дмитревского казалась его современникам чудом искусства, но впоследствии признавали его превосходство только в комедии, особенно в ролях резонёров, в трагедии же его находили напыщенным, холодным, всегда кокетливым и бьющим на эффект. Не отрицая справедливости этих обвинений, нельзя при этом забывать, что Дмитревский в понимании сценического искусства не расходился с понятиями своего века, что искусственность и напыщенность его игры обусловилась в такой же мере его душевным складом, как и особенностями псевдоклассического репертуара.

Деятельность Дмитревского на пользу русского театра неоценима. Руководствуясь в своей игре определёнными приёмами творчества, он указал русским актёрам верный путь для совершенствования. А. П. Сумароков говорил о Дмитревском, что это единственный человек, способный «создавать актёров»; того же мнения был и великий князь Павел Петрович. Все крупные сценические силы конца XVIII и начала XIX века (Троепольская, Сандунова, Каратыгина, Плавильщиков, Шарапов, Шушерин, А. С. Яковлев, Крутицкий, Е. С. Семёнова) воспитались под влиянием его игры, его советам обязаны развитием своих талантов. В 1802 году Дмитревский в письме к старшему члену театральной дирекции, А. А. Майкову, мог говорить о себе: 
Я три раза подкреплял упадающий российский театр новыми людьми, которых ни откуда не выписывал но сам здесь сыскал, научил и перед публикою с успехом представил; не было, да и нет ни единого актёра или актрисы, который бы не пользовался, более или менее, моим учением и наставлениями; что не появлялась, во время моего правления, на театре никакая пьеса в которой бы я советом или поправкою не участвовал…
Литературная деятельность Дмитревского началась с ранней его молодости и главным образом была посвящена театру. Он переводил и переделывал трагедии, драмы, комедии, сочинял и переделывал с иностранных оригиналов комические оперы или водевили, которые, благодаря ему, водворились на российской сцене. Переводных и оригинальных драматических пьес, принадлежащих Дмитревскому, насчитывают до 60. Большинство этих произведений до нас не дошло.
Среди современных литераторов Дмитревский пользовался большим авторитетом. К нему обращались за советом, по его указанию переделывали свои драматические произведения Сумароков, Княжнин, Фонвизин, Крылов (вместе с которым он организовал «Типографию И. Крылова с товарыщи'»), Державин; Шишков и Херасков всегда принимали Дмитревского с почётом и уважением.

## Произведения
К оригинальным произведениям Дмитревского принадлежат в том числе:
- «Танюша или счастливая встреча», комическая опера.
- «Смотр невест в гулянье 1-го мая», комическая опера.
- «Непостижимость судьбы», аллегорический пролог на освобождение от болезни Вел. Кн. Павла Петровича. П. 1772 г.
- Стихотворения, помещавшиеся в «Трудолюбивой пчеле» Сумарокова.
- «Известие о некоторых русских писателях» и «История русского театра».
- «Слово похвальное А. П. Сумарокову». П. 1807 г.

Перевёл и переделал на российские нравы не менее 50 иностранных пьес, в том числе:
- «Раздумчивый»
- «Демократ»
- «Лунатик»
- «Добрая девка», опера в 3-х действиях. М. 1782 г. (вольный перевод пьесы К. Гольдони)
- «Антигона», музыкальная драма в 3-х действиях М. Колтеллини. С итальянского П. 1772 г.
- «Честный преступник, или Детская к родителям любовь», ком. в 5-ти действиях Фалбриджа. С фр. П. 1772 года.
- «Беверлей», трагедия мещанская, в 5-ти действиях, с франц. П. 1773 года и М. 1787 года.
- «Армида», опера в 3-х действ. М. Колтеллини. С итальянского. СПб., 1774 г., 1776.
- «Дианино древо или торжествующая любовь», оп. в 2-х действиях, СПб. 1792 г. (перевод пьесы Л. Да Понте)
- «Редкая вещь», опера в 2-х действиях С ит. П. 1792 г. (перевод пьесы Л. Да Понте)
- «Четыре времени года», поэма Томсона, с нем. М. 1798 и 1803. (В прозе).
- «Служанка-госпожа», пер. пьесы Д. А. Федерико, СПб., 1781
- «Трубочист-князь и князь-трубочист», пер. пьесы Д. Фоппа. СПб., 1795

Сообща с другими академиками Дмитревский переводил «Путешествие Младшего Анархиста по Греции».

## Роли в театре
Некоторые роли:
- «Синав и Трувор» Сумарокова — Синав
- «Семира» Сумарокова — Оскольд
- «Димитрий Самозванец» Сумарокова — Димитрий
- «Хорев» Сумарокова — Хорев
- «Ревнивый, из заблуждения выведенный» Кампистрона — Дорант
- «Мизантроп» Мольера — Альцест
- «Гамлет» Шекспира — Гамлет
- «Вышеслав» Сумарокова — Вышеслав
- «Мстислав» Сумарокова — Мстислав
- «Менехмы» Реньяра — Менехм
- «Мот, любовью исправленный» Лукина — Добросердов
- «Пустомеля» Лукина — Неумолков
- «Наказанная вертопрашка» Ельчанинова — Граф
- «Евгения» Бомарше — Граф Кларандон
- «Недоросль» Фонвизина — Стародум
- «Всеобщее ополчение» Висковатова — Усердов